# Reserva índia de Quileute
La reserva índia de Quileute és una reserva índia del poble quileute situat en el sud-oest de la Península Olympic del comtat de Clallam, Washington, Estats Units. La reserva està en la desembocadura del riu Quillayute en la costa del Pacífic.
El poble quileute es va instal·lar en la reserva índia de Quileute després de signar el Tractat de Quinault el 1855. La Push, Washington és el principal poble de la reserva. El cens de 2000 hi va comptar una població resident oficial de 371 persones en la reserva, que té una superfície de 4,061 km².
El 1966, el Departament de l'Interior dels Estats Units va retirar l'illa James dels voltants del Refugi Nacional de Vida Silvestre de Quillayute Needles i la va tornar a Quileute, quan es va descobrir que l'illa era part de la reserva índia de Quileute. En la dècada de 2000, el govern tribal va sol·licitar al govern dels Estats Units altres transferències de terres, en particular per a reconstruir cases lluny de la zona de perill de tsunamis de la costa.
El poble quileute té el seu propi govern, que consisteix en un consell tribal amb termes escalonats.